# Поступци родитеља у васпитању деце и њихов међугенерацијски трансфер
Поступци родитеља у васпитању деце и њихов међугенерацијски трансфер је научна монографија ванредне професорке Филозофског факултета Универзитета у Београду Биљане Бодрошки Спариосу, објављена 2010. године. Представља одбрањену докторску дисертацију на Одељењу за педагогију и андрагогију Филозофског факултета Универзитета у Београду и једну од истраживачких тема у оквиру пројекта Института за педагогију и андрагогију Филозофског факултета у Београду под називом Образовање и учење – претпоставке европских интеграција, чију реализацију подржава Министарство науке и заштите животне средине Републике Србије.

## О ауторки
Биљана Бодрошки Спариосу је ванредни професор на Одељењу за педагогију и андрагогију Филозофског факултета Универзитета у Београду. Професорка је на предметима из области породичне педагогије на основним, мастер и докторским студијама и предметима Основи педагошке науке и Савремени педагошки правци на основним студијама. Ауторка је књига Структура и корелати интересовања ученика за наставне предмете и Универзитетско образовање пред сталним изазовима. Учествовала је у научним пројектима Образовање и учење – претпоставке европских интеграција 2005—2010. и Модели процењивања и стратегије унапређивања квалитета образовања 2011—2018.

## О књизи
Монографија, према речима професора Љубомира Коцића из рецензије, представља сазнања која омогућују боље разумевање сложене проблематике породичног васпитања и успешније сагледавање карактеристика васпитних поступака родитеља, као и могућности њиховог трансфера с једне генерације на другу. Истраживање пружа одговоре на питање да ли васпитни поступци које родитељи примењују према својој деци зависе, и у којој мери, од начина на који су и сами били васпитавани од својих родитеља. Кад год је било могућно, резултати овог истраживања упоређивани су са резултатима других истраживања. Рад представља синтезу теоријског разматрања и емпиријског истраживања. Проблем је сагледан целовито – узет је у обзир и теоријски аспект, као и практична димензија, како наводи професор Коцић. Тежиште овог истраживања је на утврђивању сличности и разлика васпитних поступака родитеља двеју генерација, односно на провери тезе о међугенерацијском трансферу васпитног деловања родитеља. Васпитни поступци дефинисани су преко пет димензија: ниво захтева које родитељи постављају деци, степен контроле деце, начин контроле или степен уважавања личности детета у поступку контроле, емоционални однос према детету и доследност родитеља у васпитању детета.